# 蒙山县
蒙山县位于中国广西壮族自治区东部，是梧州市所辖的一个县。縣人民政府駐蒙山鎮五福路北1號。
全县面积1279.34平方公里，辖6镇3乡。2002年統計有20万人，有汉、瑶、壮、苗、侗、布依等12个民族，其中汉族占80%。

## 行政区划
蒙山县下辖6个镇、1个乡、2个民族乡：
蒙山镇、西河镇、新圩镇、文圩镇、黄村镇、陈塘镇、汉豪乡、长坪瑶族乡和夏宜瑶族乡。

## 人口
根據第七次人口普查數據，截至2020年11月1日零時，蒙山縣常住人口為164420人。

## 交通
- 呼北高速、 贺西高速、 241国道、 321国道、 355国道过境。

## 历史
古为百越地；隋开皇十年(590年)置隋化县；唐武德四年(621年)改隋化县为立山县，隶荔州；贞观八年(634年)改为蒙州；明置永安州；民国元年(1912年)废州为永安县，隶桂林道；民国三年(1914年)改蒙山县，属平乐府。
1851年，洪秀全率領的太平軍曾在这里休整改编，史称“永安建制”。

## 长寿之乡
目前，蒙山县9个乡镇均有百岁以上老人。2009年、2010年、2011年、2012年，蒙山百岁老人数分别为25人、27人、27人、25人，远超中国老年学学会和联合国教科文组织规定的“长寿之乡”存活百岁老人占户籍人口的比例分别为7／10万和7．5／10万的指标。2011年蒙山县有80岁以上老年人4337人，占总人口数的1．98％。

## 风物特产
- 蒙山肉丸